# Festival de Sundance 2023
O Festival Sundance de Cinema de 2023 aconteceu entre os dias de 19 a 29 de janeiro de 2023 em Park City, Utah nos Estados Unidos. A primeira programação de filmes da competição foi anunciada em 7 de dezembro de 2022. Dentre os vencedores da principal premiação do festival, o Grande Prêmio do Juri, está A Thousand and One dirigido pela diretora A.V. Rockwell, vencedor da competição dramática estadunidense e Scrapper, filme britânico dirigido pela diretora Charlotte Regan, vencedor da competição dramática internacional.

## Competições

### Competições Estadunidenses
Em destaque, os vencedores de cada competição pelo Grande Prêmio do Juri.
| Estados Unidos                | Estados Unidos                | Estados Unidos                            | Estados Unidos                        |
| Competição Dramática          | Competição Dramática          | Competição Documental                     | Competição Documental                 |
| ----------------------------- | ----------------------------- | ----------------------------------------- | ------------------------------------- |
| Filme                         | Direção                       | Filme                                     | Direção                               |
| The Accidental Getaway Driver | Sing J. Lee                   | AUM: The Cult at the End of the World     | Ben Braun e Chiaki Yanagimoto         |
| All Dirt Roads Taste of Salt  | Raven Jackson                 | Bad Press                                 | Rebecca Landsberry-Baker e Joe Peeler |
| Fair Play                     | Chloe Domont                  | The Disappearance of Shere Hite           | Nicole Newnham                        |
| Magazine Dreams               | Elijah Bynum                  | Going to Mars: The Nikki Giovanni Project | Joe Brewster e Michèle Stephenson     |
| Mutt                          | Vuk Lungulov-Klotz            | Going Varsity in Mariachi                 | Alejandra Vasquez e Sam Osborn        |
| The Persian Version           | Maryam Keshavarz              | Joonam                                    | Sierra Urich                          |
| Shortcomings                  | Randall Park                  | Little Richard: I Am Everything           | Lisa Cortés                           |
| Sometimes I Think About Dying | Rachel Lambert                | Nam June Paik: Moon is the Oldest TV      | Amanda Kim                            |
| The Starling Girl             | Laurel Akira Parmet           | A Still Small Voice                       | Luke Lorentzen                        |
| Theater Camp                  | Molly Gordon e Nick Lieberman | The Stroll                                | Kristen Lovell e Zackary Drucker      |
| A Thousand and One            | A.V. Rockwell                 | Victim/Suspect                            | Nancy Schwartzman                     |

### Competições Internacionais
Em destaque, os vencedores de cada competição pelo Grande Prêmio do Juri.
| Internacional        | Internacional            | Internacional               | Internacional               | Internacional         | Internacional                                      |
| Competição Dramática | Competição Dramática     | Competição Dramática        | Competição Documental       | Competição Documental | Competição Documental                              |
| -------------------- | ------------------------ | --------------------------- | --------------------------- | --------------------- | -------------------------------------------------- |
| Filme                | Direção                  | País(es)                    | Filme                       | Direção               | País(es)                                           |
| Animalia             | Sofia Alaoui             | Marrocos • Catar • França   | 20 Days in Mariupol         | Mstyslav Chernov      | Ucrânia                                            |
| Bad Behaviour        | Alice Englert            | Nova Zelândia               | 5 Seasons of Revolution     | Lina                  | Alemanha • Síria • Países Baixos • Noruega • Catar |
| Girl                 | Adura Onashile           | Reino Unido                 | Against the Tide            | Sarvnik Kaur          | Índia                                              |
| Heroic               | David Zonana             | México • Suécia             | The Eternal Memory          | Maite Alberdi         | Chile                                              |
| MAMACRUZ             | Patricia Ortega          | Espanha                     | Fantastic Machine           | Axel Danielson        | Suécia • Dinamarca                                 |
| Mami Wata            | C.J. Obasi               | Nigéria                     | Iron Butterflies            | Roman Liubyi          | Ucrânia • Alemanha                                 |
| La Pecera            | Glorimar Marrero Sánchez | Porto Rico • Espanha        | Is There Anybody Out There? | Ella Glendining       | Reino Unido                                        |
| Scrapper             | Charlotte Regan          | Reino Unido                 | The Longest Goodbye         | Ido Mizrahy           | Israel • Canadá                                    |
| Shayda               | Noora Niasari            | Austrália                   | Milisuthando                | Milisuthando Bongela  | África do Sul • Colômbia                           |
| Slow                 | Marija Kavtaradze        | Lituânia • Espanha • Suécia | Pianoforte                  | Jakub Piątek          | Polónia                                            |
| Sorcery              | Christopher Murray       | Chile • México • Alemanha   | Smoke Sauna Sisterhood      | Anna Hints            | Estónia • França • Islândia                        |
| When It Melts        | Veerle Baetens           | Bélgica • Países Baixos     | Twice Colonized             | Lin Alluna            | Dinamarca • Gronelândia • Canadá                   |

## Estreias/Premières
- Cassandro, dirigido por Roger Ross Williams
- Cat Person, dirigido por Susanna Fogel
- Deep Rising, dirigido por Matthieu Rytz
- The Deepest Breath, dirigido por Laura McGann
- Drift, dirigido por Anthony Chen
- Earth Mama, dirigido por Savanah Leaf
- Eileen, dirigido por William Oldroyd
- Fairyland, written and dirigido por Andrew Durham
- Flora and Son, dirigido por John Carney
- Food and Country, dirigido por Laura Gabbert
- Invisible Beauty, dirigido por Bethann Hardison and Frédéric Tcheng
- It's Only Life After All, dirigido por Alexandria Bombach
- Jamojaya, dirigido por Justin Chon
- Judy Blume Forever, dirigido por Davina Pardo and Leah Wolchok
- Landscape with Invisible Hand, dirigido por Cory Finley
- A Little Prayer, dirigido por Angus MacLachlan
- Murder in Big Horn, dirigido por Razelle Benally and Matthew Galkin
- Passages, dirigido por Ira Sachs
- Past Lives, dirigido por Celine Song
- PLAN C, dirigido por Tracy Droz Tragos
- The Pod Generation, written and dirigido por Sophie Barthes
- Pretty Baby: Brooke Shields, dirigido por Lana Wilson
- Radical, dirigido por Christopher Zalla
- Rotting in the Sun, dirigido por Sebastián Silva
- Rye Lane, dirigido por Raine Allen-Miller
- Still: A Michael J. Fox Movie, dirigido por Davis Guggenheim
- You Hurt My Feelings, dirigido por Nicole Holofcener

## Outras mostras

### Next
- Bravo, Burkina!
- Divinity
- Fremont
- Kim's Video
- King Coal
- Kokomo City
- To Live and Die and Live
- The Tuba Thieves
- Young. Wild. Free.

### Midnight
- birth/rebirth, dirigido por Laura Moss
- In My Mother's Skin, written and dirigido por Kenneth Dagatan
- Infinity Pool, written and dirigido por Brandon Cronenberg
- My Animal, dirigido por Jacqueline Castel
- Onyx the Fortuitous and the Talisman of Souls, dirigido por Andrew Bowser
- Polite Society, written and dirigido por Nida Manzoor
- Run Rabbit Run, dirigido por Daina Reid
- Talk to Me, dirigido por Danny Philippou

### Spotlight
- The Eight Mountains, written and dirigido por Felix van Groeningen e Charlotte Vandermeersch
- L'Immensità, directed and co-written by Emanuele Crialese
- Joyland, directed and co-written by Saim Sadiq
- Other People's Children, written and dirigido por Rebecca Zlotowski
- Squaring the Circle (The Story of Hipgnosis) por Anton Corbijn

### Infantis
- Aliens Abducted My Parents and Now I Feel Kinda Left Out, dirigido por Jake Van Wagoner
- The Amazing Maurice, dirigido por Toby Genkel and Florian Westermann
- Blueback, dirigido e co-escrito por Robert Connolly

### Indie Episodic
- Chanshi, dirigido por Aleeza Chanowitz
- The Night Logan Woke Up (La nuit où Laurier Gaudreault s'est réveillé), escrito e dirigido por Xavier Dolan
- Poacher, dirigido por Richie Mehta
- Willie Nelson and Family, dirigido por Thom Zimny and Oren Moverman

## Premiações
Os seguintes prêmios foram entregues:

### Grande Prêmio do Juri
- Competição Dramática Estadunidense – A Thousand and One (A.V. Rockwell)
- Competição Documental Estadunidense – Going to Mars: The Nikki Giovanni Project (Joe Brewster e Michèle Stephenson)
- Competição Dramática Internacional – Scrapper (Charlotte Regan)
- Competição Documental Internacional – The Eternal Memory (Maite Alberdi)

### Prêmios do Audiência
- Favorito do Festival – Radical (Christopher Zalla)
- Competição Dramática Estadunidense – The Persian Version (Maryam Keshavarz)
- Competição Documental Estadunidense – Beyond Utopia (Madeleine Gavin)
- Competição Dramática Internacional – Shayda (Noora Niasari)
- Competição Documental Internacional  – 20 Days in Mariupol (Mstyslav Chernov)
- NEXT – Kokomo City

### Direção, Roteiro e Montagem
- Competição Dramática Estadunidense – Sing J. Lee for The Accidental Getaway Driver
- Competição Documental Estadunidense – Luke Lorentzen for A Still Small Voice
- Competição Dramática Internacional – Marija Kavtaradze for Slow
- Competição Documental Internacional – Anna Hints for Smoke Sauna Sisterhood
- Prêmio Waldo Salt Screenwriting – Maryam Keshavarz for The Persian Version
- Prêmio Jonathan Oppenheim Editing: Documentário estadunidense – Daniela I. Quiroz por Going Varsity in Mariachi
- NEXT Innovator Prize – Kokomo City

### Prêmios especiais do Júri
- Prêmio Especial do Júri da Competição Dramática Estadunidense: Elenco – O elenco de Theater Camp
- Prêmio Especial do Júri da Competição Dramática Estadunidense: Creative Vision – A equipe criativa de Magazine Dreams
- Prêmio Especial do Júri da Competição Documental Estadunidense: Clarity of Vision – The Stroll (Kristen Lovell e Zackary Drucke)
- Prêmio Especial do Júri da Competição Documental Estadunidense:  Freedom of Expression – Bad Press
- Prêmio Especial do Júri da Competição Dramática Internacional:  Cinematografia – Lílis Soares por Mami Wata
- Prêmio Especial do Júri da Competição Dramática Internacional: Melhor Performance – Rosa Marchant por When it Melts
- Prêmio Especial do Júri da Competição Dramática Internacional: Creative Vision – Sofia Alaoui por Animalia
- Prêmio Especial do Júri da Competição Documental Internacional: Creative Vision – Fantastic Machine
- Prêmio Especial do Júri da Competição Documental Internacional: Verité – Against the Tide

### Prêmios de curta-metragem
- Grande Prêmio do Juri de Curta Metragem – When You Left Me on That Boulevard
- Grande Prêmio do Juri de Curta Metragem: Ficção estadunidense – Rest Stop
- SGrande Prêmio do Juri de Curta Metragem: Ficção internacional – The Kidnapping of the Bride
- Grande Prêmio do Juri de Curta Metragem: Não ficção – Will You Look at Me
- Grande Prêmio do Juri de Curta Metragem: Animação – Night Bus
- Prêmio Especial do Juri de Curta Metragem: Direção Internacional – AliEN0089 por Valeria Hoffman
- Prêmio Especial do Juri de Curta Metragem: Direção Estadunidense – The Vacation por Jarreau Carrillo

### Prêmios Especiais
- Alfred P. Sloan Feature Film Prize – The Pod Generation
- Prêmio dos Produtores do Sundance Institute/Amazon Studios de Não ficção – TBA
- Prêmio dos Produtores do Sundance Institute/Amazon Studios Producers Award de Ficção – TBA
- Prêmio do Sundance Institute/Adobe Mentorship Award por Montagem de Não Ficção – TBA
- Prêmio do Sundance Institute/Adobe Mentorship Award por Montagem de Ficção– TBA
- Prêmio do Sundance Institute/NHK – TBA

## Ligação Externa
- «Sítio oficial»